# Сен-Жюст-Шалессен
Сен-Жюст-Шалессен (фр. Saint-Just-Chaleyssin) — коммуна во Франции, находится в регионе Рона — Альпы. Департамент коммуны — Изер. Входит в состав кантона Ла-Верпийер. Округ коммуны — Вьенн.
Код INSEE коммуны — 38408. Население коммуны на 2012 год составляло 2437 человек. Населённый пункт находится на высоте от 218  до 373  метров над уровнем моря. Муниципалитет расположен на расстоянии около 420 км юго-восточнее Парижа, 23 км юго-восточнее Лиона, 75 км северо-западнее Гренобля. Мэр коммуны — Isabelle Hugou, мандат действует на протяжении 2015—2020 гг.
Динамика населения (INSEE):

## Города-побратимы
- Инчиза-Скапаччино, Италия (1972)